# رادییوویتسه (ناحیه ستراکونیتسه)

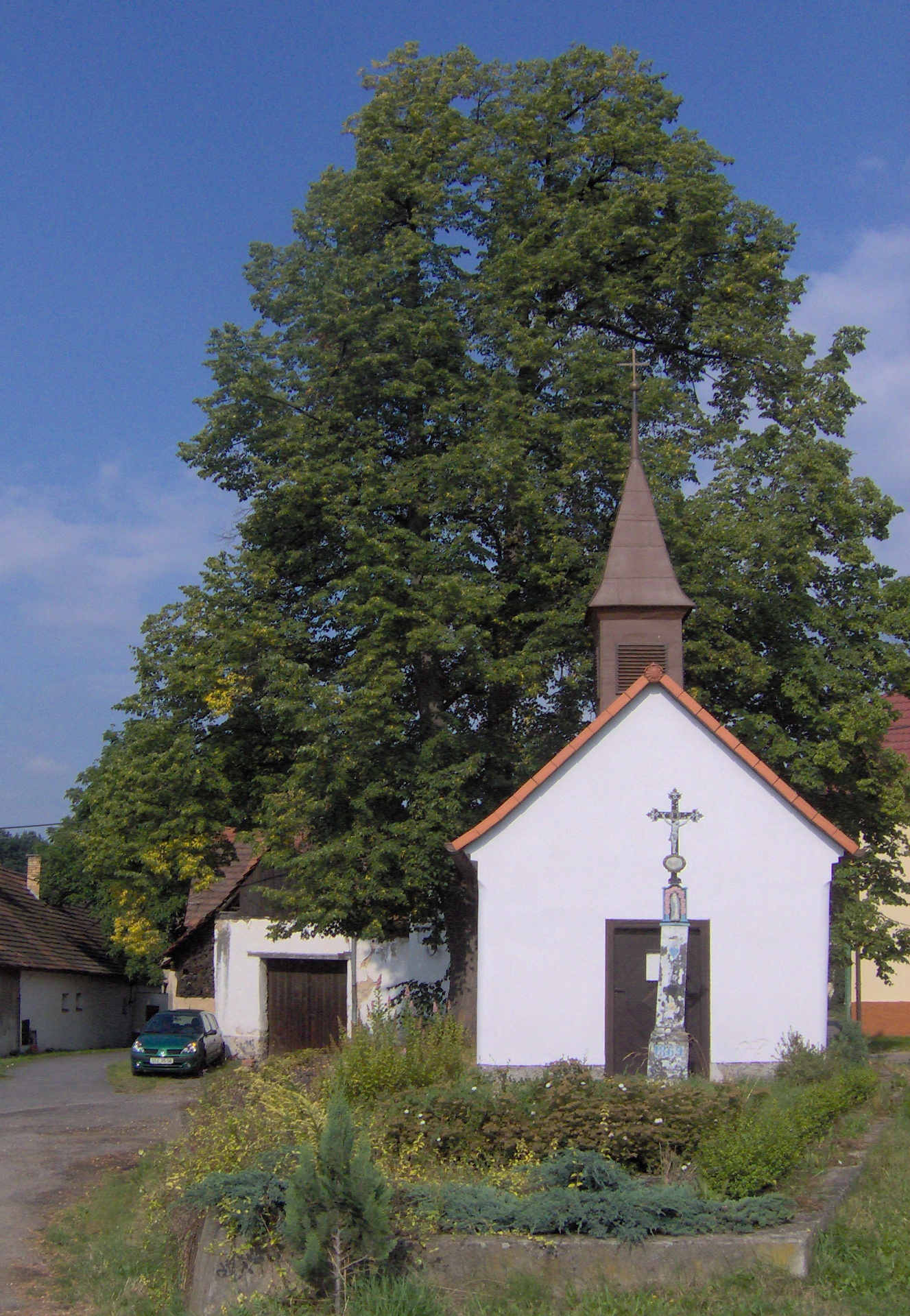
تصویری از کلیسای کاتولیک جمهوری چک

رادییوویتسه (به چکی: Radějovice) یک منطقهٔ مسکونی در جمهوری چک است که در ناحیه ستراکونیتسه واقع شده‌است. رادییوویتسه ۲٫۲۵ کیلومتر مربع مساحت و ۳۲ نفر جمعیت دارد و ۵۲۱ متر بالاتر از سطح دریا واقع شده‌است.